# Conrad Roure
Conrad Roure y Bofill (Barcelona 1841 - 1928) fue un escritor dramático y periodista español.

## Biografía
Sus artículos de recuerdos y vivencias publicados en el diario El Diluvio fueron recogidos en tres volúmenes con el título de Recuerdos de mi larga vida.

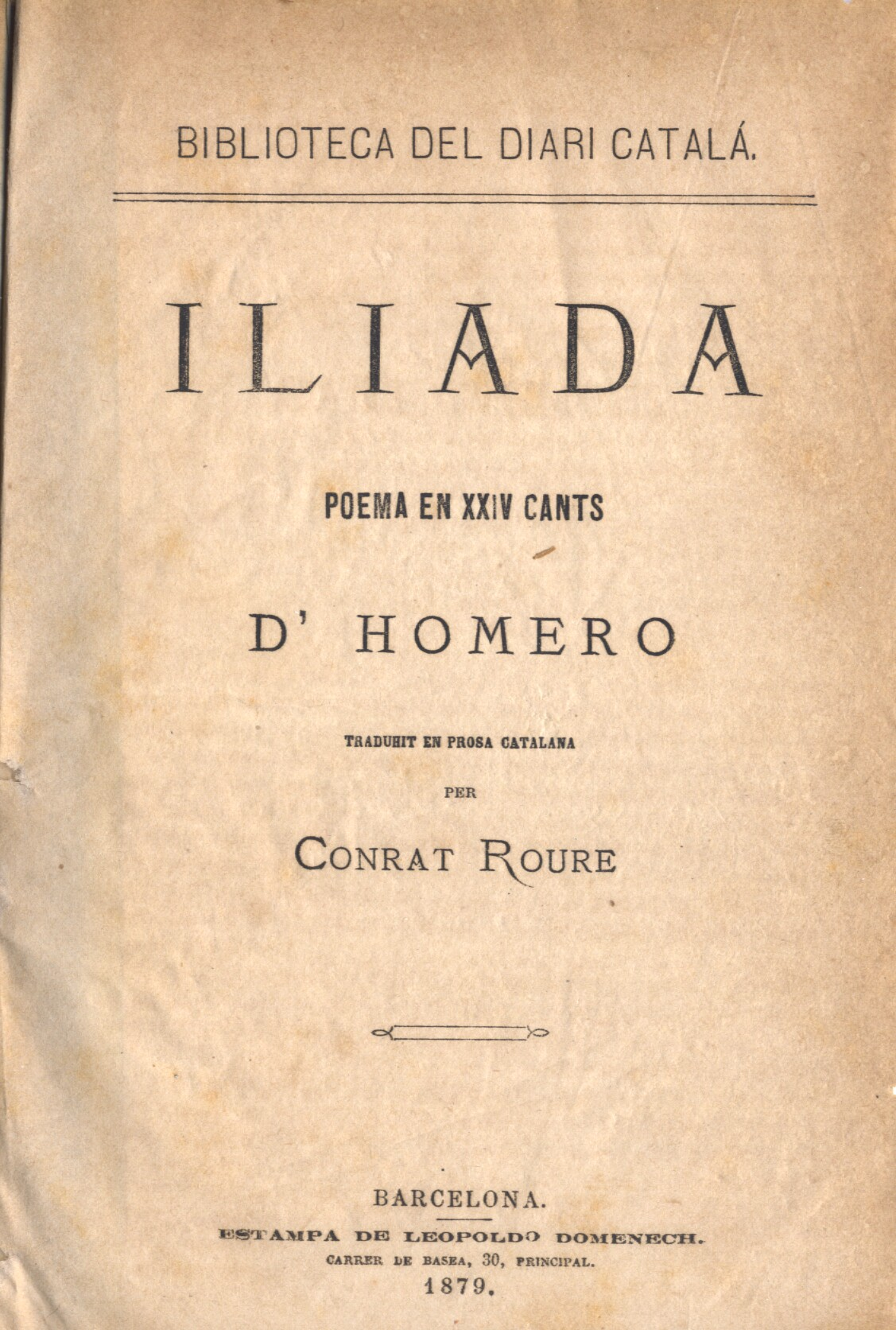
Portada de la primera traducción completa al catalán de la Ilíada, en prosa, a cargo de Conrad Roure.

Licenciado en derecho, autor dramático y periodista. Formó parte del grupo de defensores «Del catalán que ahora se habla», junto con Anton y José Feliú y Codina, Frederic Soler, Eduardo Vidal y Valenciano, Albert Llanas, etc. Esta tendencia cultural se oponía al catalán de los juegos florales que proponían los prohombres de la Renaixença. Llegó a emplear el pseudónimo «Pau Bunyegas».
Fue seguidor de Valentín Almirall, como muchos de sus jóvenes amigos que experimentaron una evolución ideológica similar, pasando del Progresismo al Republicanismo Federal. Llegó a militar en la Unión Federal Nacionalista Republicana.
Fue director y único redactor de la publicación El noy de la mare. Bajo el seudónimo de Pablo Bunyegas participó en numerosas publicaciones de la época: Un Trozo de Papel, Lo Gay Saber, La Renaixensa, La Ilustració Catalana, La Campana de Gràcia, L'Avenç, L'Esquella de la Torratxa, entre otras.

## Obra dramática
- Una noia és per a un rei, estrenada al Teatro Romea, el 29 de setiembre de 1867.
- La comèdia de Falset, estrenada en el teatro Romea, el 18 de enero de 1869.
- Un pom de violes, estrenada en el teatro Romea, en 1869.
- El tret per la culata, estrenada en el teatro Romea, el 12 de mayo de 1870.
- De teulades en amunt, con música de José Ribera Miró. Estrenada en el Teatro Tívoli de Barcelona el 28 de agosto de 1872.
- Divendres, estrenada en el teatro Romea, el 22 de octubre de 1872.
- L'ocasió fa el lladre, estrenada en el teatro Romea, el 2 de diciembre de 1872.
- Un mal tanto, estrenada en el teatro Romea, el 22 de marzo de 1877.
- El meu modo de pensar, estrenada en el teatro Romea, el 1 de marzo de 1878.
- Claris, estrenada en el teatro Romea, el 25 de noviembre de 1880.
- Montserrat, estrenada en el teatro Romea, el 23 de febrero de 1882.